# Marko Pećina
Marko Pećina (Oborovo, 23. ožujka 1940.), hrvatski liječnik, akademik HAZU, professor emeritus u Katedri za ortopediju - Medicinski fakultet Sveučilišta u Zagrebu.

## Životopis
Redoviti je član Hrvatske akademije znanosti i umjetnosti.